# Lagotis pharica
Lagotis pharica är en grobladsväxtart som beskrevs av David Prain. Lagotis pharica ingår i släktet Lagotis och familjen grobladsväxter. Inga underarter finns listade i Catalogue of Life.